# Bom Jesus (Schiff)
Die Bom Jesus war eine 1533 vor der Küste des heutigen Namibia auf dem Seeweg nach Indien versunkene portugiesische Nao von Johann III. Es handelt sich um das älteste südlich der Sahara gefundene Schiffswrack und das zweite Schiff dieses Typs, das archäologisch untersucht werden konnte.

## Letzte Fahrt
Es handelte sich bei der Bom Jesus um eine Nao. Das neugebaute Schiff verließ am Freitag, dem 7. März 1533, als Teil der sieben Schiffe umfassenden 45. portugiesischen Indienflotte von Dom João Pereira Lissabon.
Die Flotte sollte das Kap der Guten Hoffnung umfahren, um dann Richtung Indien zu segeln. In Goa, Cochin, Sofala, Mombasa, Sansibar oder Ternate sollten dann Gewürze angekauft und zurück nach Portugal gebracht werden. Der Handel mit Pfeffer, Muskat, Ingwer oder Zimt erbrachte zu der Zeit Gewinnspannen, die den Einsatz vertausendfachen konnten.
Das Schiff stand unter dem Kommando von Dom Francisco de Noronha, an Bord waren etwa 250 Personen, mehrere Tonnen Kupfer als Handelsgut und eine große Zahl an Münzen. Vor der Westküste des Südlichen Afrika geriet die Nao in ein Unwetter und ging vor dem späteren Diamantensperrgebiet unter. Von Überlebenden des Unglücks ist nichts bekannt.

## Fund des Wracks
Robert Burrell, dem Chefgeologen des Diamantenunternehmens NAMDEB, fiel am 1. April 2008 im gesperrten Offshore-Bereich der NAMDEB (MA1), 18 km nördlich von Oranjemund, ein runder Stein auf, der sich als eine sogenannte Halbgossenkugel aus Kupfer herausstellte. Sie war gekennzeichnet mit dem Dreizack-Signet der Fugger. Weiter fand er Röhren aus Kupfer oder Bronze und nahm Kontakt mit dem Minenarchäologen der NAMDEB auf. Dieser identifizierte die Röhren als Berços genannte Hinterladerkanonen aus der Zeit um 1535.
Bei den folgenden archäologischen Ausgrabungen wurden das Wrack der Bom Jesus und mehrere tausend Artefakte ausgegraben. Es handelte sich um Kanonen und Schwerter, Elfenbein, Blei, Holzteile, Seilreste, Astrolabien, Musketen oder Küchenpfannen, 20 Tonnen Kupfer und 2159 Münzen. Die meisten Münzen waren spanische Excelentes mit der Darstellung von Isabella I. von Kastilien und ihrem Ehemann Ferdinand II. von Aragón, aber auch portugiesische Portuguez-Münzen mit dem Wappen Johanns III. von Portugal. Daneben fanden sich noch Münzen aus venezianischen, maurischen und französischen Münzstätten. Insgesamt fand man mehr als 7000 Artefakte, davon mindestens 2500 Gold- und Silbermünzen.
NAMDEB wurde für den Fund und Erhalt des Wracks 2015 mit dem Preis des African World Heritage Fund ausgezeichnet.

## Aktueller Stand
Das Schiff galt 2011 als komplett gesichert, nachdem Archäologen mehr als zwei Jahre an diesem arbeiteten.
Im Gespräch (Stand April 2017) ist eine Ausstellung des Wracks im Maritimen Museum Lüderitz in Lüderitz (Eröffnung seit 2019 geplant) oder in einem zu schaffenden Museum in Oranjemund.
Die Funde sollen sich (Stand 2017) in einer Lagerhalle bei Oranjemund befinden. Informationen der namibischen Museumsvereinigung nach (Stand 2020) sollen sich alle Artefakte in einem Erhaltungs- und Erforschungslabor (Oranjemund Shipwreck Collection) im Upvley bei Oranjemund befinden. Dieses ist mit vorheriger Genehmigung geöffnet. Eine erste Ausstellung mit einigen Funden und einem Modell des Schiffes gibt es seit August 2024 im Jasper-Haus in Oranjemund.